# GoodTimes Entertainment
GoodTimes Entertainment, Ltd. foi uma empresa de home video que se originou em 1984 sob o nome de GoodTimes Home Video. Apesar de ter produzido os seus próprios títulos, a empresa era bem conhecida devido à sua distribuição de mídia de terceiros e clássicos. Os fundadores da empresa foram os irmãos Kenneth, Joseph e Stanley Cayre (muitas vezes referidos e creditados simplesmente como os "Cayre Brothers"). Sua sede era no centro de Manhattan, Nova York. A empresa tinha um centro de distribuição em Jersey City, Nova Jersey e uma academia de duplicação em Bayonne, Nova Jersey. Hoje pertence ao grupo Mundó.

## História
A GoodTimes começou distribuindo títulos de domínio público. Embora a empresa também tenha produzido e distribuído muitos vídeos de fitness de baixo custo, sua linha de produtos mais reconhecidas foram os filmes de baixo orçamento de animação tradicional de empresas como Jetlag Productions e Golden Films, além de uma seleção de filmes de domínio público da Burbank Films Australia. No Brasil, alguns títulos da Goodtimes Home Video foram distribuídos na década de 1990 em VHS pela extinta Cosmos Vídeo e ficaram conhecidos pelas suas dublagens raras, que eram feitas exclusivamente para home vídeo e que se perderam ao longo dos anos, restando apenas poucas produções relançadas em DVD.[carece de fontes?]
A Walt Disney Pictures processou a GoodTimes por causa da similaridade entre os filmes animados da Disney e da GoodTimes. Como resultado desse processo, a GoodTimes foi obrigada a colocar seu nome na capa de suas fitas, mas ainda sendo permitida de vender e produzir as animações. Se expandindo, a GoodTimes fundou a sua empresa de Vídeo games, a GT Interactive. Em momentos diversos, a GoodTimes foi contratada da Columbia Pictures, NBC, Worldvision Enterprises, Hanna-Barbera, Orion Pictures e Universal Studios para lançar muitos de seus filmes de baixo orçamento. Além disso, GoodTimes lançou várias compilações a partir de filmes de domínio público, trailers de filmes, programas de televisão antigos e cinejornais. Em 2005, a empresa foi vendida para o grupo Mundó, juntamente com a Golden Films.